# Битка код Лагоса
Битка код Лагоса вођена је 18. августа 1759. године између француске и британске флоте током Седмогодишњег рата. Завршена је победом британске флоте.

## Битка
Британска ескадра бројила је 12 линијских бродова под командом Едварда Босковена. Успела је да потуче француску ескадру од 15 линијских бродова под командом Де Ла Клија која је из Тулона пловила за Брест одакле је требало да се изврши инвазија на Британска острва. Британци су у бици запленили 2, а спалили 3 линијска брода. Заробљено је око 2000 Француза.